# 24-та піхотна дивізія (Третій Рейх)
24-та піхотна дивізія (Третій Рейх) (нім. 24. Infanterie-Division) — піхотна дивізія Вермахту за часів Другої світової війни.

## Історія
24-та піхотна дивізія була створена 15 жовтня 1935 в Хемніці в 4-му військовому окрузі (нім. Wehrkreis IV).

## Райони бойових дій
- Німеччина (жовтень 1935 — вересень 1939);
- Польща (вересень — грудень 1939);
- Німеччина (грудень 1939 — травень 1940);
- Люксембург (травень 1940);
- Франція (травень 1940 — квітень 1941);
- Генеральна губернія (квітень — червень 1941);
- СРСР (південний напрямок) (червень 1941 — серпень 1942);
- СРСР (північний напрямок) (серпень 1942 — жовтень 1944);
- Курляндський котел (жовтень 1944 — квітень 1945);

## Командування

### Командири
- генерал-лейтенант Вернер Кініц (нім. Werner Kienitz) (15 жовтня 1935 — 1 квітня 1938);
- генерал-лейтенант Сигізмунд фон Ферстер (нім. Sigismund von Förster) (1 квітня — 10 листопада 1938);
- генерал-лейтенант Фрідріх Ольбріхт (нім. Friedrich Olbricht) (10 листопада 1938 — лютий 1940);
- генерал-лейтенант Юстін фон Оберніц (нім. Justin von Obernitz) (лютий — 14 червня 1940);
- генерал-майор Ганс фон Теттау (нім. Hans von Tettau) (14 червня 1940 — 10 лютого 1943);
- оберст Ернст-Антон фон Крозіг (нім. Ernst-Anton von Krosigk) (10 лютого — 1 березня 1943), ТВО;
- оберст, з 1 травня 1943 генерал-майор, з 1 листопада 1943 генерал-лейтенант Курт Ферсок (нім. Kurt Versock) (1 березня 1943 — 19 лютого 1944);
- оберст Опельт (нім. Opelt) (19 — 20 лютого 1944), ТВО;
- оберст фон Вагнер (нім. von Wagner) (20 — 28 лютого 1944), ТВО;
- генерал-лейтенант барон Ганс фон Фалькенштайн (нім. Hans Freiherr von Falkenstein) (28 лютого — 5 червня 1944);
- генерал-лейтенант Курт Ферсок (5 червня — 3 вересня 1944);
- генерал-майор Гаральд Шульц (нім. Harald Schultz) (3 вересня 1944 — березень 1945);
- генерал-майор Йоганн-Оскар Брауер (нім. Johann-Oskar Brauer) (березень 1945);
- генерал-майор Гаральд Шульц (нім. Harald Schultz) (березень — 8 травня 1945).

## Нагороджені дивізії
Нагороджені дивізії
|  | Кавалери Нагрудного знаку ближнього бою в золоті                                                           | 2 |
|  | Кавалери Золотого Німецького Хреста                                                                        | 91 |
|  | Кавалери Лицарського хреста Залізного хреста з Дубовим листям                                              | 5 (№ 544 майор Курт Шілле — 08.08.1944 № 612 оберфельдфебель Віллі Кох — 16.10.1944 № 817 оберстлейтенант Рудольф Нойберт — 05.04.1945 № 825 ротмістр Бруно Ріхтер — 08.04.1945 № 832 гауптман Альфред Зімм — 14.04.1945) |
|  | Кавалери Лицарського хреста Залізного хреста                                                               | 41 |
|  | Кавалери Почесної відзнаки сухопутних військ «Почесна застібка на орденську стрічку для Сухопутних військ» | 31 |

- Нагороджені Сертифікатом Пошани Головнокомандувача Сухопутних військ (13)